# Klein snavelmos
Klein snavelmos (Oxyrrhynchium pumilum) is een mossoort uit de dikkopmosfamilie (Brachytheciaceae).

## Ecologie
Klein snavelmos is vooral een soort van loofbossen en loofstruwelen op eutrofe, kalkhoudende bodems waaronder vooral mergel, lössleem en klei. In het bijzonder wordt zij vaak aangetroffen onderaan hellingen, waar zich rulle grond verzamelt.